# Ein ungewöhnlicher Tag
Ein ungewöhnlicher Tag ist ein deutscher Kinderfilm von Bärbl Bergmann aus dem Jahr 1959. Der unter dem Arbeitstitel Ohne Fleiß, kein Preis gedrehte Film kam am 27. März 1959 in die Kinos. Hauptdarstellerin Daniela Gerstner wurde später unter dem Namen Daniela Dahn als Schriftstellerin bekannt.

## Handlung
Maja ist eigentlich eine gute Schülerin. Eines Tages jedoch hat sie ihre Schulaufgaben nicht gemacht. Vor dem Lehrer meint sie, einfach keine Lust auf Schulaufgaben gehabt zu haben. Der Lehrer steht daraufhin vor der gesamten Klasse auf und beendet den Unterricht. Auch er habe plötzlich keine Lust mehr zu unterrichten, meint er. Die Schüler sind erfreut und beglückwünschen Maja zu ihrer Hausaufgabenunlust.
Maja kommt nun früher nach Hause und erzählt der Mutter, weswegen der Unterricht ausgefallen ist. Auch die Mutter gibt nun vor, keine Lust auf die Zubereitung des Mittagessens zu haben, und verlässt die Wohnung. Jeder Erwachsene, dem Maja begegnet, erfüllt ihre Wünsche und Bitten aus plötzlicher Lustlosigkeit nicht: Der Bäcker verkauft ihr keinen Kuchen, die Eisverkäuferin kein Eis, der Schuhmacher repariert ihre Sandale nicht und der Wertstoffhändler nimmt ihre Flaschen nicht an.
Als auch der Omnibusfahrer plötzlich alle Fahrgäste wieder aussteigen lässt, und der Vater nun nicht von Arbeit nach Hause kommen kann, eilt Maja nach Hause. Sie beginnt ihre Hausaufgaben zu machen und schreibt auf, was die Leute eigentlich machen, die heute zu nichts Lust hatten. Und tatsächlich beginnt die Mutter das Mittagessen zuzubereiten und auch die Eisverkäuferin verkauft wieder Eis. Am Ende kommt der Vater pünktlich nach Hause und Maja verspricht ihm, in Zukunft immer ihre Hausaufgaben zu machen. Auch dem Lehrer verspricht sie es, selbst wenn sie einmal keine Lust dazu hat.
Der Film dokumentiert den pädagogischen Sozialisationsdruck während der Frühzeit der DDR.

## Kritik
Frank-Burkhard Habel nannte Ein ungewöhnlicher Tag einen „kleinen Film um ein Kind, das vom Kollektiv erzogen wird.“